# Ernest Renan
Pour les articles homonymes, voir Renan.
Ernest Renan, né le 27 février 1823 à Tréguier (Côtes-du-Nord) et mort le 2 octobre 1892 à Paris 5e, est un écrivain, philologue, philosophe, épigraphiste et historien français.
Une part essentielle de son œuvre est consacrée aux religions, avec par exemple son Histoire des origines du christianisme (7 volumes, de 1863 à 1881), dont le premier tome est consacré à la Vie de Jésus (1863). Ce livre qui marque les milieux intellectuels de son vivant contient la thèse, alors controversée, selon laquelle la biographie de Jésus doit être comprise comme celle de n'importe quel autre homme, et la Bible comme devant être soumise à un examen critique comme n'importe quel autre document historique. Ceci déclenche des débats passionnés et la colère de l'Église catholique.
Curieux de science, Ernest Renan est immédiatement convaincu par l'hypothèse de Darwin concernant le rôle de la sélection naturelle dans l'évolution des espèces. Il établit un rapport étroit entre les religions et leurs racines ethnico-géographiques.
Ernest Renan est considéré aujourd'hui comme un intellectuel de référence avec des textes comme L’Avenir de la science (écrit en 1848), Prière sur l'Acropole (1865) ou Qu'est-ce qu'une nation ? (1882). Dans ce discours, Renan s’efforce de distinguer race et nation, soutenant que, à la différence des races, les nations s’étaient formées sur la base d’une association volontaire d’individus avec un passé commun : ce qui constitue une nation, ce n'est pas de parler la même langue, ni d'appartenir à un groupe ethnographique commun, c'est d'« avoir fait de grandes choses ensemble, vouloir en faire encore » dans l'avenir.
Son intérêt pour sa Bretagne natale a été constant, de L'Âme bretonne (1854) au texte autobiographique Souvenirs d'enfance et de jeunesse (1883).

## Biographie

### Quelques dates de sa vie
Reçu premier à l'agrégation de philosophie en septembre 1848, Renan est par la suite chargé de mission en Italie pendant huit mois en 1849-1850, puis en Angleterre en 1851. Le 11 août 1852, comme le veut le système universitaire français de l’époque, Ernest Renan soutient deux thèses, pour devenir docteur ès lettres. Les deux études traitent de sujets orientaux : la première en français étudie le philosophe musulman Averroès et son œuvre; la deuxième, en latin, consiste en une étude des manuscrits syriaques du monastère Deir al-Surian (dans le désert de Nitrie), alors récemment achetés par le British Museum.

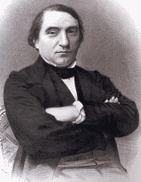
L'écrivain comme jeune homme.

En 1856, il devient membre de l'Académie des inscriptions et belles-lettres. Le 11 septembre 1856, il épouse Cornélie Henriette Scheffer, fille du peintre Henry Scheffer et nièce du peintre Ary Scheffer. Plusieurs portraits d'Ernest Renan sont conservés au musée de la Vie romantique, dans l'Hôtel Scheffer-Renan, 16 rue Chaptal, au cœur de la Nouvelle Athènes à Paris. Ils sont signés Henry Scheffer, René de Saint-Marceaux et Léopold Bernstamm. Les collections et les archives du musée évoquent également son épouse et leurs enfants Ary Renan (1857-1900) et Noémi (née en 1862), épouse de l'écrivain et philologue Jean Psichari.
En 1860, Ernest Renan effectue, à l'occasion de l'expédition française, une mission archéologique au Liban et en Syrie.
Nommé, le 11 janvier 1862, professeur d'hébreu au Collège de France, où il succède à Étienne Quatremère, il est suspendu quatre jours après sa leçon inaugurale pour injure à la foi chrétienne et remplacé dans sa chaire d'hébreu le 11 juin 1864, en raison de sa Vie de Jésus, ouvrage sur Jésus de Nazareth, jugé sacrilège. L'érudit Salomon Munk lui succède à cette chaire.
Il est nommé chevalier de la Légion d'honneur.
En 1863, la publication de sa Vie de Jésus, livre écrit lors de son séjour à Ghazir au Liban, connaît un grand succès et fait scandale.
Le pape Pie IX, très affecté, le traite de « blasphémateur européen », et en 1864, le ministre de l'Instruction publique Victor Duruy supprime son cours.
En 1865, il effectue un voyage en Égypte, en Asie Mineure et en Grèce. En 1869, il se présente sous l'étiquette d'indépendant à un siège de député en Seine-et-Marne, sans succès.
Le 13 juin 1878, il est élu à l'Académie française, au fauteuil 29, au siège de Claude Bernard.
En 1880, il est promu officier de la Légion d'honneur. En 1883, il devient administrateur du Collège de France. En 1884, il est promu commandeur de la Légion d'honneur. En 1888, il est élevé à la dignité de grand officier de la Légion d'honneur.

### Biographie détaillée

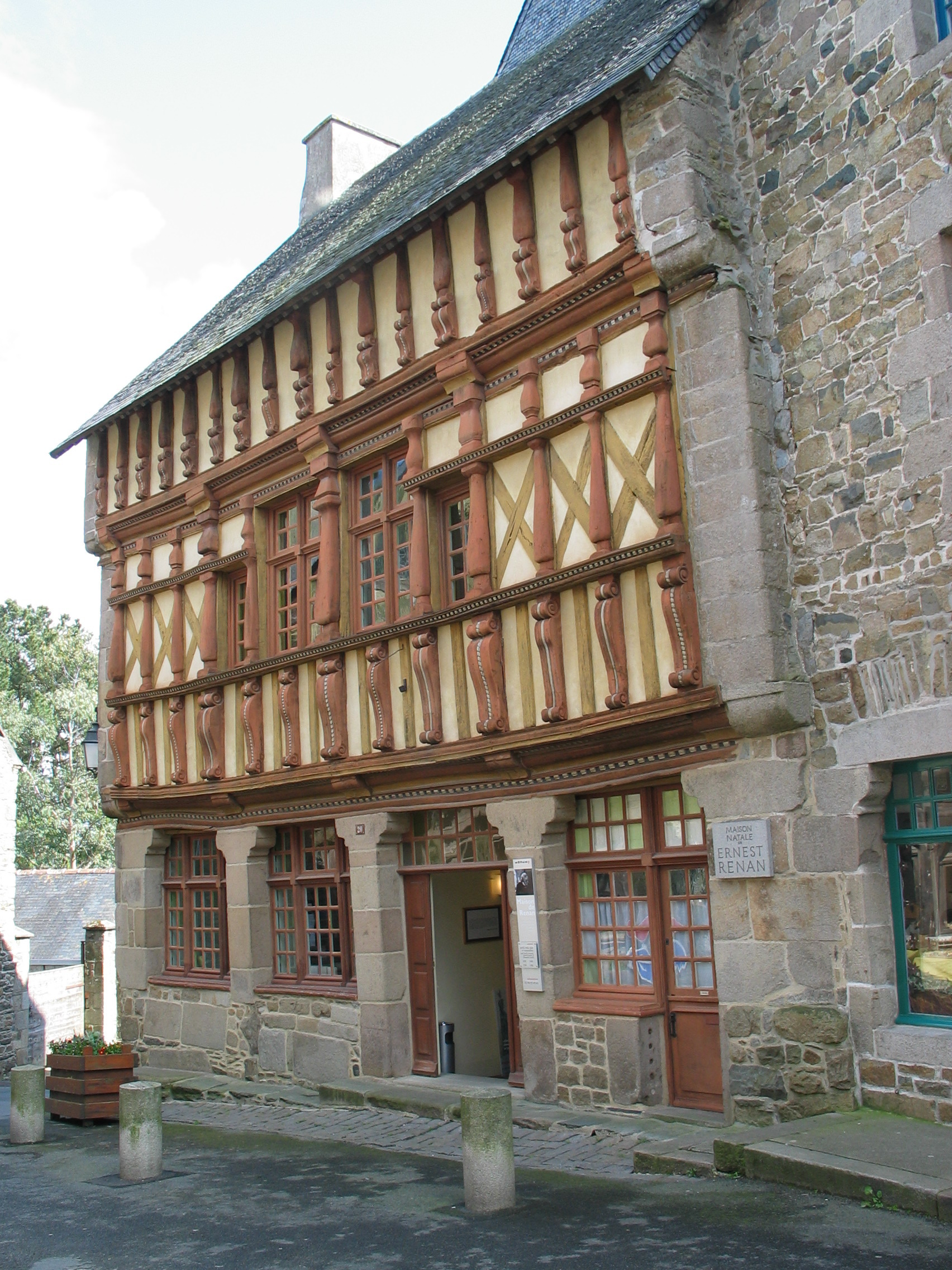
Maison natale d'Ernest Renan à Tréguier, aujourd'hui musée consacré à sa vie et son œuvre.

#### Enfance et séminaire
Ernest Renan naît le 27 février 1823 à Tréguier dans une famille de pêcheurs ; son grand-père, ayant acquis une certaine aisance, y a acheté une maison où il s'est établi ; son père, capitaine d'un petit navire et républicain convaincu, a épousé la fille de commerçants royalistes de la ville voisine de Lannion. Sa mère n'est qu'à moitié bretonne, ses ancêtres paternels étant venus de Bordeaux : Renan confessera qu'en sa propre nature, le Gascon et le Breton ne cessent de se heurter. Toute sa vie, Renan se sentira déchiré entre les croyances politiques de son père et celles de sa mère. Il a cinq ans lorsque son père meurt, sa sœur Henriette, de douze ans son aînée, devient alors le chef moral de la famille. Tentant en vain d'ouvrir une école pour filles à Tréguier, elle part pour Paris comme professeur dans une école de jeunes filles. Ernest, en attendant, est instruit au petit séminaire de sa ville natale (aujourd'hui, lycée Joseph Savina). Les appréciations de ses maîtres le décrivent comme « docile, patient, appliqué, soigneux ». Les prêtres lui donnent une solide éducation en mathématiques et en latin, sa mère la complète.
En 1838, Renan remporte tous les prix au séminaire de Tréguier. Sa sœur parle de lui pendant l'été au directeur de l'école parisienne, où elle enseigne. Et il en parle lui-même à l'abbé Félix Dupanloup, qui a créé le séminaire de Saint-Nicolas-du-Chardonnet, une école où les jeunes aristocrates catholiques et les élèves les plus doués des séminaires doivent être instruits ensemble, afin de renforcer le lien entre l'aristocratie et le clergé. Dupanloup fait donc venir Renan, qui n'a que quinze ans, et n'a jamais quitté la Bretagne.
« J'appris avec étonnement qu'il y avait des laïcs sérieux et savants (…) les mots talents, éclat, réputation eurent pour moi un sens. » Cependant la religion lui paraît complètement différente à Tréguier et à Paris. Le catholicisme superficiel, brillant, pseudo-scientifique de la capitale, n'arrive pas à satisfaire ce garçon, qui a reçu de ses maîtres bretons une foi austère.
En 1840, Renan quitte Saint-Nicolas-du-Chardonnet pour poursuivre ses études de philosophie au séminaire d'Issy-les-Moulineaux. Il entre rempli de passion pour la scolastique catholique, car il est las de la rhétorique de Saint-Nicolas, et il espère satisfaire son intelligence sérieuse avec le vaste matériel que lui offre la théologie catholique. Parmi les philosophes, Reid et Malebranche l'attirent tout de suite, et, après eux, il se tourne vers Hegel, Kant et Herder. C'est alors qu'il commence à voir une contradiction essentielle entre la métaphysique qu'il étudie, et la foi qu'il professe, mais un goût pour les vérités vérifiables retient son scepticisme. Il écrit à Henriette, que la philosophie ne satisfait qu'à moitié sa faim de vérité ; il se sent attiré par les mathématiques. Sa sœur a accepté dans la famille du comte Zamoyski, noble polonais, un poste de préceptrice, qui l'oblige à séjourner en Pologne à Varsovie et à la campagne, éloignée de la France pour plusieurs années. C'est Henriette qui exerce l'influence la plus forte sur son frère, et les lettres d'elles qui ont été publiées indiquent un esprit presque égal à celui de son frère, et des qualités morales éminentes peut-être supérieures aux siennes  Interprétation abusive ?.
Ce n'est pas la philosophie, mais la philologie qui finalement éveille le doute chez Renan. Ses études terminées à Issy, il entre au séminaire Saint-Sulpice pour étudier les textes bibliques, avant de prendre les ordres et commencer à apprendre l'hébreu. L'un de ses maîtres est l'abbé Arthur-Marie Le Hir, auquel il rend hommage dans ses Souvenirs d'enfance et de jeunesse. Renan constate à cette époque que la deuxième partie d'Isaïe diffère de la première, non seulement quant au style, mais également quant à la date, que la grammaire et l'histoire du Pentateuque sont postérieures à l'époque de Moïse, et que le livre de Daniel est manifestement apocryphe.
Intellectuellement, Renan se sent détaché de la croyance catholique, même si sa sensibilité l'y maintient toujours. La lutte entre vocation et conviction est gagnée par la conviction. Le 6 octobre 1845, Renan quitte le séminaire Saint-Sulpice, pour devenir surveillant au collège Stanislas, dirigé par le Père Joseph Gratry. Mais cette solution impliquant « une profession extérieure avouée de cléricature », il préfère briser le dernier lien qui le retient à la vie religieuse et il entre à la pension privée de M. Crouzet « comme répétiteur au pair, c'est-à-dire, selon le langage du quartier latin d'alors, sans appointements. (Il avait) une petite chambre, la table avec les élèves, à peine deux heures par jour occupées, beaucoup de temps par conséquent pour travailler. Cela (le) satisfaisait pleinement. »

#### Renoncement à la carrière ecclésiastique
Renan, malgré son éducation par des prêtres, doit accepter pleinement l'idéal scientifique. La splendeur du cosmos est pour lui un ravissement. À la fin de sa vie, il écrira au sujet d'Amiel, « l'homme qui a le temps de tenir un journal intime n'a jamais compris l'immensité de l'univers ».
Les certitudes de la physique et des sciences naturelles sont révélées à Renan en 1846 par le futur chimiste Marcellin Berthelot, alors âgé de dix-huit ans, et qui est son élève à la pension de M. Crouzet. Leur amitié se poursuivra jusqu'à la mort de Renan et est marquée par une intensive correspondance. Très proches, ils suivront ensemble les cours de sanskrit de Burnouf au Collège de France et Berthelot l'invite régulièrement dans sa maison de famille à Rochecorbon, le domaine Montguerre. Dans cette atmosphère favorable, Renan continue ses recherches en philologie sémitique et, en 1847, il obtient le prix de Volney, une des principales récompenses décernées par l'Académie des Inscriptions et Belles-Lettres, pour le manuscrit de son Histoire générale des langues sémitiques. En 1847, il est reçu premier à l'agrégation de philosophie et nommé professeur au lycée de Vendôme.
En 1856, il épouse dans le même temps Cornélie Scheffer, fille d'Henry Scheffer et nièce d’Ary Scheffer. Cette alliance avec une famille protestante de peintres lui ouvre les portes des milieux artistique et politique. Il entre aussi en franc-maçonnerie. Il est admis à Paris au Grand Orient de France, alors d'obédience protestante. De 1860 à 1861, il effectue à l'occasion de l'expédition française une mission archéologique au Liban et en Syrie. Il séjourne avec son épouse Cornélie et sa sœur Henriette dans la demeure de Zakhia Chalhoub el-Kallab et son fils Abdallah Zakhia el Kallab, famille de notables maronites d'Amchit (région de Byblos) dont les ancêtres ont été anoblis par le Sultan ottoman et ayant fondé le premier hôpital au Liban (hôpital Saint-Michel d'Amchit). Sur une plaque accrochée au mur de la demeure, il est écrit que c'est également à Amchit que Renan a trouvé la sérénité et l'inspiration nécessaires pour écrire l'une de ses œuvres majeures : La Vie de Jésus. C'est ici aussi qu'Henriette, morte en 1861, repose dans le caveau de la famille Zakhia, « tout près de l'église de ce village qu'elle a tant aimée ».

#### Carrières intellectuelle et politique

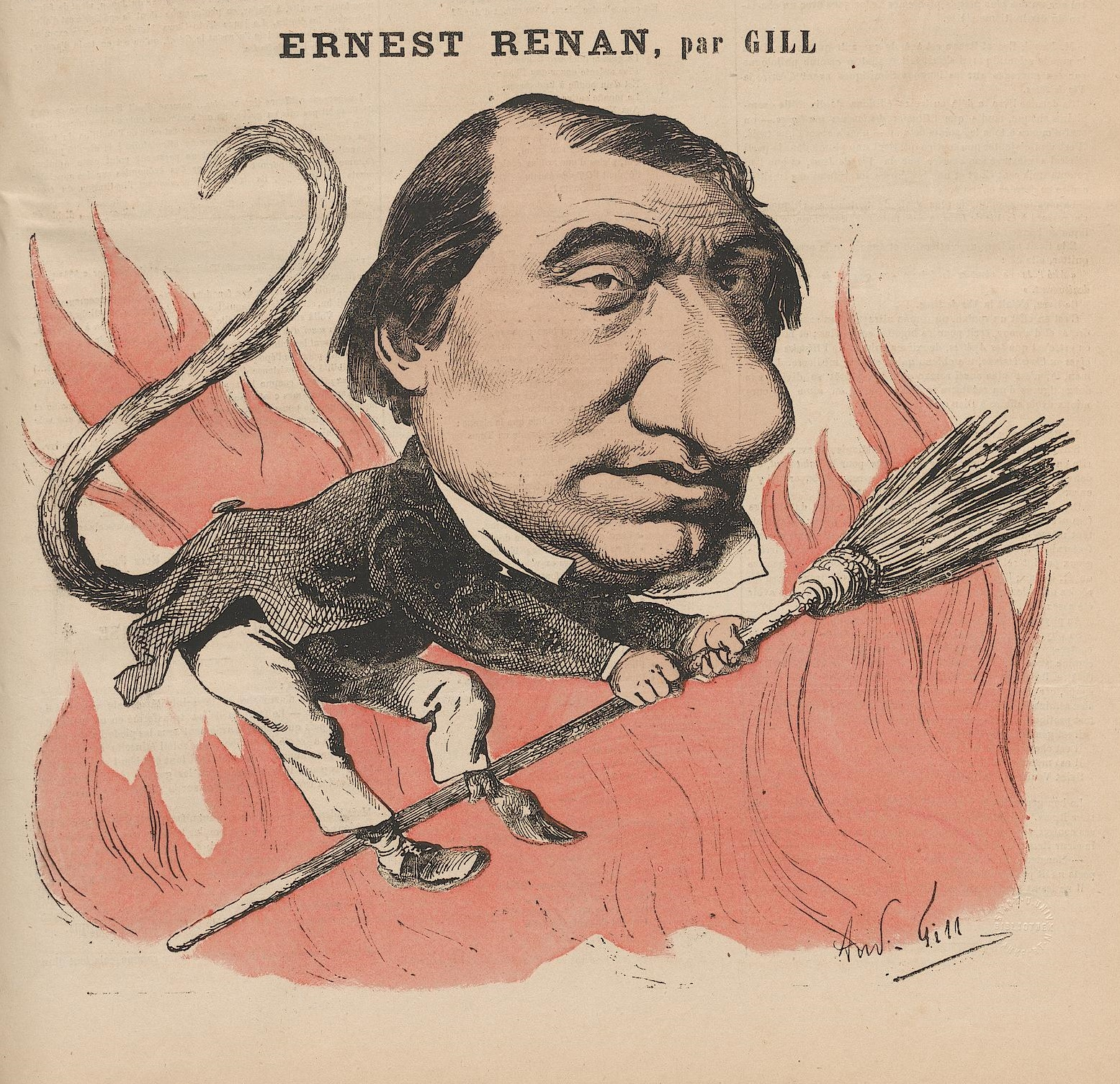
Caricature d'Ernest Renan, par André Gill, La Lune, 62, 11 mai 1867 (succès de La Vie de Jésus).

Renan n'est pas seulement un érudit. En étudiant saint Paul ou les apôtres, il montre combien il est soucieux d'une vie sociale plus développée, quel est son sens de la fraternité, et combien revit en lui le sentiment démocratique qui avait inspiré L'Avenir de la science. En 1869, il se présente à Meaux en tant que candidat de l'opposition libérale aux élections législatives. Tandis que son tempérament est devenu moins aristocratique, son libéralisme a évolué vers la tolérance. À la veille de sa dissolution, Renan est presque prêt à accepter l'Empire et, s'il avait été élu au Corps législatif, il aurait rejoint le groupe libéral des bonapartistes. Un an après, éclate la guerre franco-allemande, l'Empire tombe et Napoléon III part pour l'exil.
La guerre franco-allemande est un moment charnière dans l'histoire intellectuelle de Renan. Pour lui, l'Allemagne a toujours été l'asile de la pensée et de la science désintéressée. Maintenant, il voit le pays qui jusque-là représentait son idéal, détruire et ruiner la terre où il est né ; il ne voit plus l'Allemand comme un prêtre, mais comme un envahisseur.
Dans La Réforme intellectuelle et morale (1871), Renan cherche à sauvegarder l'avenir de la France. Pourtant, il reste sous l'influence de l'Allemagne. L'idéal et la discipline qu'il propose à son pays vaincu étant ceux du vainqueur : une société féodale, un gouvernement monarchique, une élite et le reste de la nation n'existant que pour la faire vivre et la nourrir. Un idéal d'honneur et de devoirs imposé par un petit nombre à une multitude récalcitrante ou soumise. Les erreurs qu'il prête à la Commune confirment Renan dans cette réaction. En même temps, l'ironie reste toujours perceptible dans son travail, mais elle devient plus amère. Ses Dialogues philosophiques, écrits en 1871, son Ecclésiaste (1882) et son Antéchrist (1876) (le quatrième volume des Origines du Christianisme, traitant du règne de Néron) relèvent d'un génie littéraire incomparable, mais révèlent un caractère désabusé et sceptique. Après avoir en vain essayé de faire suivre à son pays ses préceptes, il se résigne à observer sa dérive vers la perdition. Mais la suite des événements lui montre, au contraire, une France qui, chaque jour, redevient un peu plus forte. Les cinquième et sixième volumes des Origines du Christianisme (L'Église Chrétienne et Marc-Aurèle) le montrent ainsi réconcilié avec la démocratie, confiant dans l'ascension graduelle de l'Homme, conscient que les catastrophes les plus grandes n'interrompent pas vraiment le progrès du monde, imperceptible mais sûr. Il s'est réconcilié en somme sinon avec les dogmes, du moins avec les beautés morales du catholicisme et les souvenirs de son enfance pieuse.

#### Vieillesse

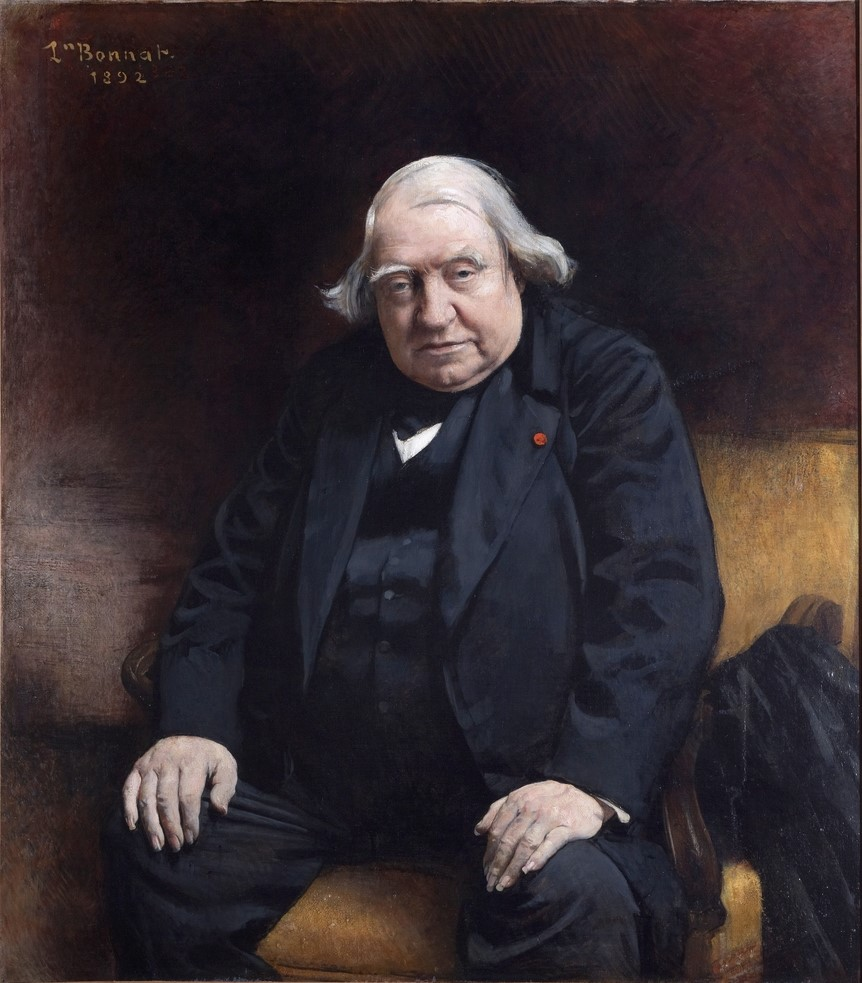
Léon Bonnat, Portrait d'Ernest Renan à la « Maison Ernest Renan » de Tréguier. Bonnat avait de l'admiration pour l'écrivain et voulut faire un portrait réaliste, en mettant l'accent sur l'embonpoint, le comparant à un jeune éléphant des bords du Gange […] Il y avait aussi du moine en lui., quand ses adversaires Léon Bloy et Paul Claudel raillaient son apparence. De nombreux caricatures en dérivèrent, la revue L'Artiste est critique contre le Réalisme brutal du portrait,.

Dans sa vieillesse, le philosophe jette un regard sur ses jeunes années. Il a presque soixante ans quand, en 1883, il publie ses Souvenirs d'enfance et de jeunesse, l'ouvrage par lequel il est le plus connu à l'époque contemporaine. On y trouve cette note lyrique, ces confidences personnelles auxquelles le public attache une grande valeur chez un homme déjà célèbre. Le lecteur blasé de son temps découvre qu'il existe un monde non moins poétique, non moins primitif que celui des Origines du Christianisme et qu'il existe encore dans la mémoire des hommes sur la côte occidentale de la France. Ces souvenirs sont pénétrés de la magie celtique des vieux romans antiques tout en possédant la simplicité, le naturel et la véracité que le XIXe siècle apprécie alors si fortement.
Mais son Ecclésiaste, publié quelques mois plus tôt, ses Drames philosophiques, rassemblés en 1888, donnent une image plus juste de son esprit, même s'il se révèle minutieux, critique et désabusé. Ils montrent l'attitude qu'a envers un « socialisme instinctif » un philosophe libéral par conviction, en même temps qu'aristocrate par tempérament. Nous y apprenons que Caliban (la démocratie), est une brute stupide, mais qu'une fois qu'on lui a appris à se prendre en main, il fait somme toute un dirigeant convenable ; que Prospero (le principe aristocratique, ou, si l'on veut, l'esprit) accepte de se voir déposé pour y gagner une liberté plus grande dans le monde intellectuel, puisque Caliban se révèle un policier efficace qui laisse à ses supérieurs toute liberté dans leurs recherches ; qu'Ariel (le principe religieux) acquiert un sentiment plus exact de la vie et ne renonce pas à la spiritualité sous le mauvais prétexte du changement. En effet, Ariel fleurit au service de Prospero sous le gouvernement apparent des rustres innombrables. La religion et la connaissance sont aussi impérissables que le monde qu'elles honorent. C'est ainsi que, venant du plus profond de lui-même, c'est l'idéalisme essentiel qui a vaincu chez Renan.
Renan est un grand travailleur. À l'âge de soixante ans, ayant terminé Les Origines du Christianisme, il commence son Histoire d'Israël, fondée sur une étude qui occupera toute sa vie, celle de l'Ancien Testament et du Corpus Inscriptionum Semiticarum, publié sous sa direction par l'Académie des inscriptions et belles-lettres de 1881 jusqu'à sa mort. Le premier volume de l’Histoire d'Israël paraît en 1887, le troisième en 1891, les deux derniers à titre posthume. Comme histoire des faits et des théories, l'ouvrage n'est pas sans erreurs ; comme essai sur l'évolution de l'idée religieuse, il reste (malgré quelques passages moins sérieux, ironiques ou incohérents) d'une importance extraordinaire ; pour faire connaître la pensée d'Ernest Renan, c'est là où il est le plus vivant. Dans un volume qui rassemble des essais, Feuilles détachées, publié lui aussi en 1891, on retrouve la même attitude mentale, une affirmation que la piété est nécessaire, tout en étant indépendante des dogmes.

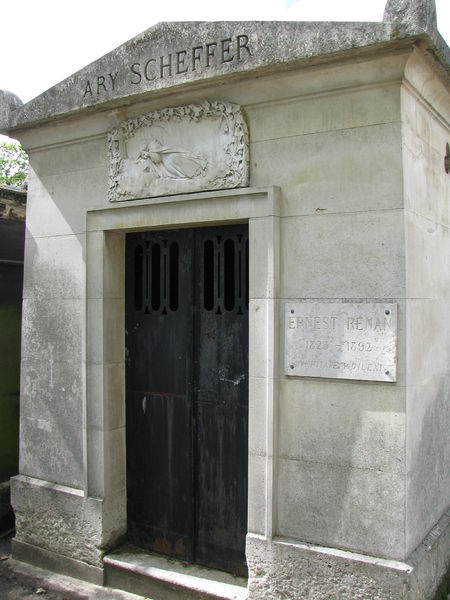
Tombe d'Ernest Renan au cimetière de Montmartre (division 22).

Dans les dernières années de sa vie, Ernest Renan reçoit de nombreux honneurs et est nommé administrateur du Collège de France et Grand-Officier de la Légion d'honneur. Dans les huit dernières années du XIXe siècle paraissent deux volumes de l’Histoire d'Israël, sa correspondance avec sa sœur Henriette, ses Lettres à M. Berthelot et l’Histoire de la politique religieuse de Philippe le Bel, qu'il a écrite dans les années précédant immédiatement son mariage.
De 1884 à sa mort en 1892, il passe ses vacances à Louannec, dans le manoir de Rosmapamon, demeure qu'il loue près de Perros-Guirec.
À l'affection cardiaque et rhumatismale, dont il souffre depuis 1868, et qui a provoqué une enflure généralisée, se sont ajoutées dans les dernières années de sa vie les souffrances d'une maladie de la vessie et d'un zona. Au mois de juillet 1892, Renan part, bien malade, pour sa solitude de Rosmapamon. Il rentre à Paris le 18 septembre et meurt dans son appartement du Collège de France, le 2 octobre 1892 ,. Après des obsèques civiles (comme Victor Hugo et Félicité de La Mennais), il est enterré au cimetière de Montmartre dans le caveau de sa belle-famille famille Scheffer, avec l'inscription Veritatem dilexi, « j'ai aimé la vérité ». Une loge maçonnique est nommée en son honneur .
Parmi la descendance familiale d'Ernest Renan, peuvent être mentionnés le philosophe Olivier Revault d'Allonnes, dont il est l'arrière-grand-père, ainsi qu'Ernest Psichari, dont il est le grand-père.

## Idées et thèses
Ernest Renan se montre fasciné par la quête de vérités et le désintéressement, seuls systèmes permettant à la connaissance humaine de se consolider de génération en génération, alors que la perpétuation aveugle des mêmes erreurs et les égoïsmes individuels ont pour résultante de nécessairement s'annuler sous l'effet de forces antagonistes et sont voués à ne laisser aucune trace[réf. nécessaire].
Renan présente toujours une double facette, ce qui donne une saveur et un charme ambivalent à son œuvre : à la fois rationaliste, scientiste mais aussi poète et d'une extrême sensibilité. Son aspect sensible se développe dans des œuvres comme les Souvenirs d'enfance et de jeunesse (1883). Son aspect scientiste est bien présent dans L'avenir de la science (1848), mais il y développe aussi son autre facette en considérant la science comme une forme ultime de la poésie et du merveilleux, presque comme une sorte de religion.
Les rapports d'Ernest Renan avec la religion sont complexes, et présentent la même ambivalence. Il la critique comme système de pensée, tout en affirmant son importance comme facteur d'unification des sociétés humaines, ainsi que le danger de s'en détourner trop hâtivement[réf. souhaitée]. Une part essentielle de son œuvre est d'ailleurs consacrée aux religions avec par exemple son Histoire des origines du christianisme (sept volumes de 1863 à 1883, dont le premier, la Vie de Jésus, eut un grand retentissement). Ce livre qui marque les milieux intellectuels de son vivant contient la thèse, alors controversée, selon laquelle la biographie de Jésus doit être comprise comme celle de n'importe quel autre homme, et la Bible comme devant être soumise à un examen critique, comme n'importe quel autre document historique.
Cela déclenche des débats passionnés ainsi qu'un vif mécontentement de l'Église catholique. Malgré cette approche positiviste et scientifique dans ses livres sur la religion, Renan y montre aussi sa double nature, en conservant une religiosité vague, mais profonde.

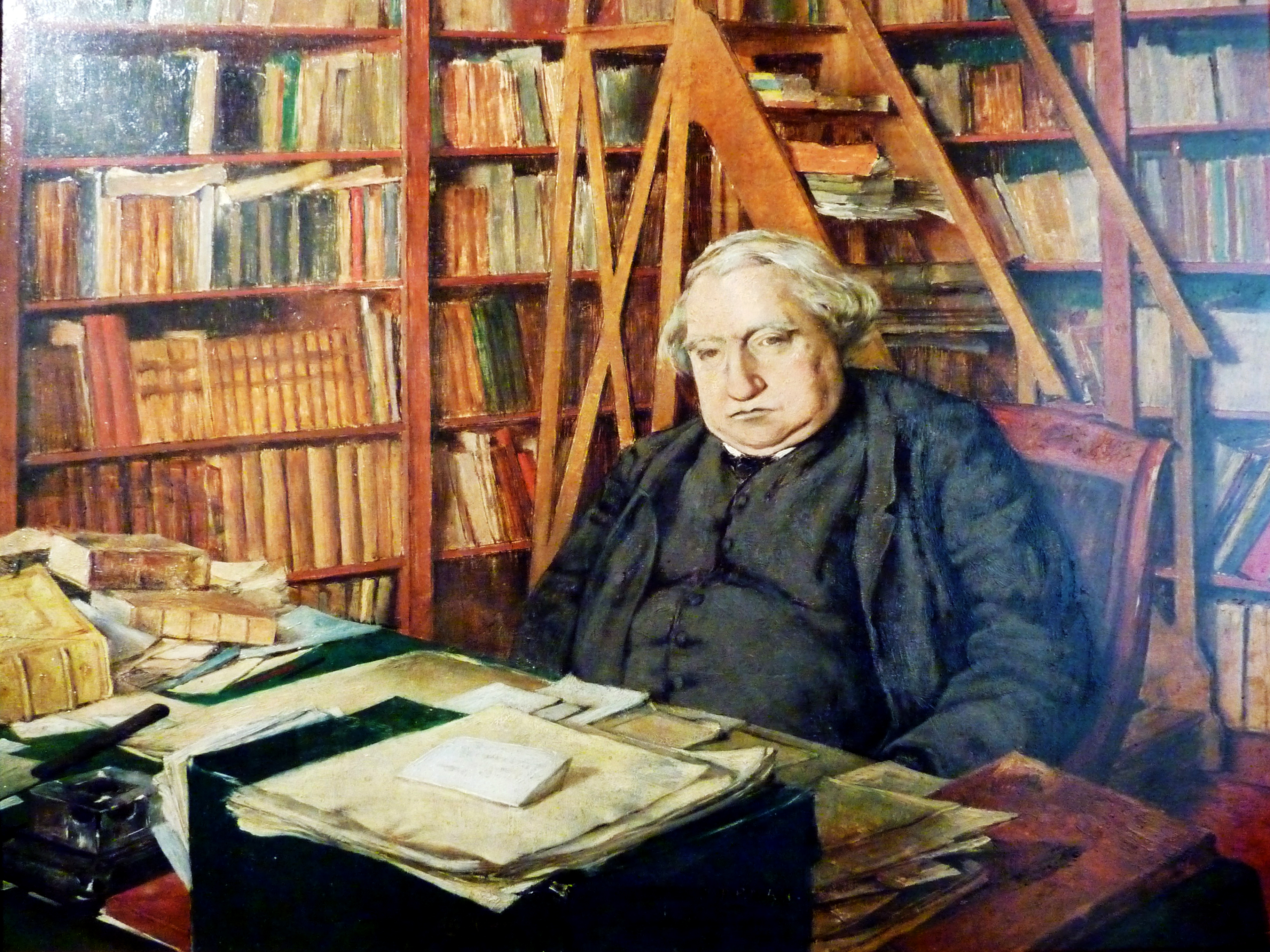
Portrait d'Ernest Renan dans son bureau, par Auguste Renan.

Renan comprend immédiatement l'idée de sélection naturelle défendue par Charles Darwin et s'y rallie. Il ne prône cependant pas pour autant, au contraire, son application à l'ordre social. Il se montre en général inquiet pour l'avenir de l'humanité, craignant « sa mort par épuisement de la générosité des cœurs, comme celle de l'industrie peut-être un jour par épuisement du charbon de terre »[réf. souhaitée].
Il combat l'idée selon laquelle la race « ou même la langue » (citant le contre-exemple de la Suisse) constituerait l'origine de la Nation — il affirme par exemple que la participation active de l'Alsace à la Révolution française ne lui permettra plus de se retrouver solidaire d'un Reich —, et s'oppose ainsi à toute forme de pangermanisme, panslavisme, etc.[réf. nécessaire]
Dans Qu'est-ce qu'une nation ? (1882), Renan s’efforce de distinguer race et nation, soutenant que, à la différence des races, les nations s’étaient formées sur la base d’une association volontaire d’individus avec un passé commun : ce qui constitue une nation, ce n'est pas parler la même langue, ni appartenir à un groupe ethnographique commun, c'est « avoir des gloires communes dans le passé, une volonté commune dans le présent ; avoir fait de grandes choses ensemble, vouloir en faire encore » dans l'avenir. Ce discours a souvent été interprété comme le rejet du nationalisme racial du type allemand en faveur d'un modèle contractuel de la nation. Pourtant, comme l'ont signalé Marcel Detienne et Gérard Noiriel, la conception par Renan de la nation comme un principe spirituel n'est pas exempte d'une dimension identitaire et conservatrice, au point que des penseurs nationalistes comme Maurice Barrès en firent leur précurseur. Le « plébiscite de tous les jours » défendu par Renan « ne concerne que ceux qui ont un passé commun, c'est-à-dire ceux qui ont les mêmes racines ».
Dans son Histoire générale et système comparé des langues sémitiques (1855), Ernest Renan établit un rapport étroit entre les religions et leurs racines ethnico-géographiques, thèse qu'il développera en 1862 dans son discours d'ouverture au Collège de France, opposant le « psychisme du désert » des peuples sémites (« le désert est monothéiste ») au « psychisme de la forêt » des Indo-Européens dont le polythéisme paraît modelé par une nature changeante et la diversité des saisons.
L'antisémitisme de Renan a des origines intellectuelles complexes, tout en procédant d'une manière à la fois systématique, hiérarchique et « fixiste »,.
C'est à la suite de ces propos que l’orientaliste juif autrichien Moritz Steinschneider écrit un texte dans lequel il critique Renan pour ses « préjugés antisémites », forgeant ainsi l’adjectif « antisémite ».

## Renan et la Bretagne
Renan était reconnu de son vivant, à la fois par les habitants de sa région trégorroise comme par toute la Bretagne, y compris par ses ennemis, comme un grand intellectuel breton. Il parlait le breton dans sa jeunesse et n'en perdit pas l'usage. Son intérêt pour sa Bretagne natale a été constant ; de L'Âme bretonne (1854) à son texte autobiographique Souvenirs d'enfance et de jeunesse (1883).

### Les affrontements de Tréguier (1903-1904)
Même après son décès, Ernest Renan continua à susciter de violentes controverses entre « laïques » et « cléricaux », en particulier dans sa ville natale, où il avait acquis une maison, aujourd'hui devenue le musée « maison d'Ernest Renan » de Tréguier. L'érection de sa statue sur la place du Martray, devant la cathédrale, inaugurée le 13 septembre 1903 par le Président du Conseil Émile Combes en personne, fut vécue comme une véritable provocation par les catholiques. Ceux-ci protestèrent vigoureusement et répliquèrent par l'édification d'un « calvaire de réparation », dit aussi « calvaire de protestation », qui est encore visible sur l'un des quais du port de Tréguier.

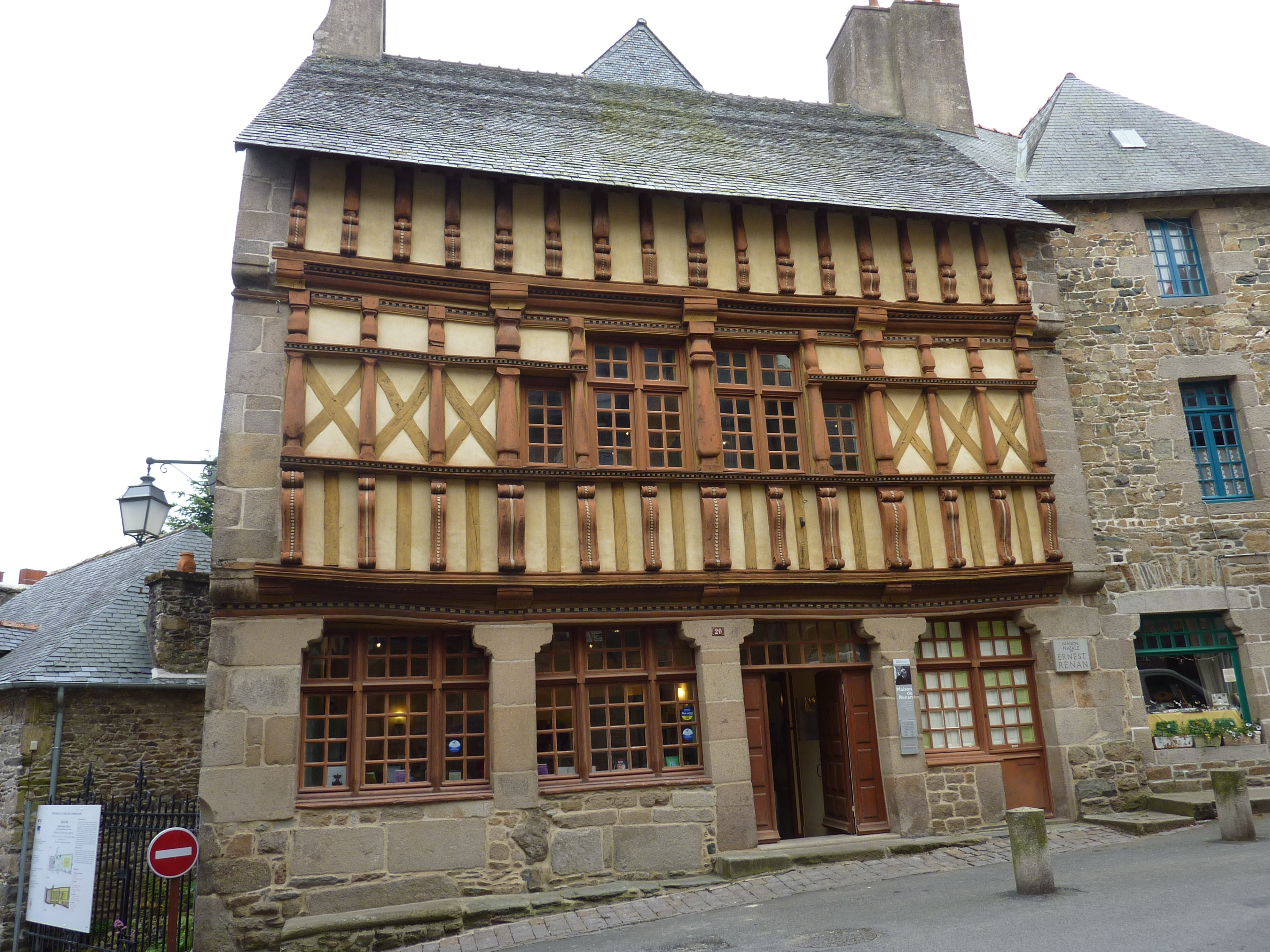
La façade avant de la « Maison Ernest Renan » à Tréguier.
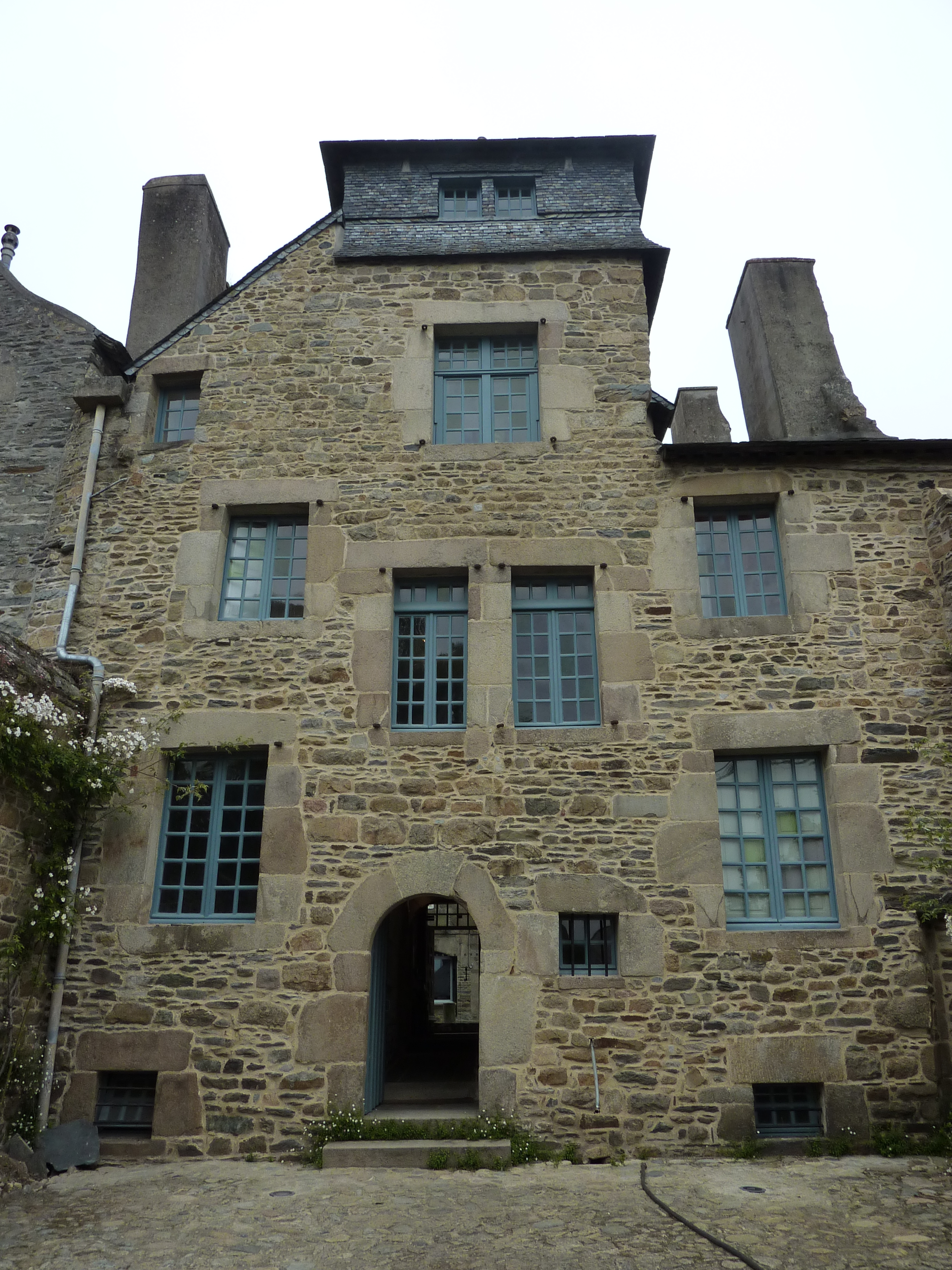
La façade arrière, sur le jardin, de la maison natale d'Ernest Renan.
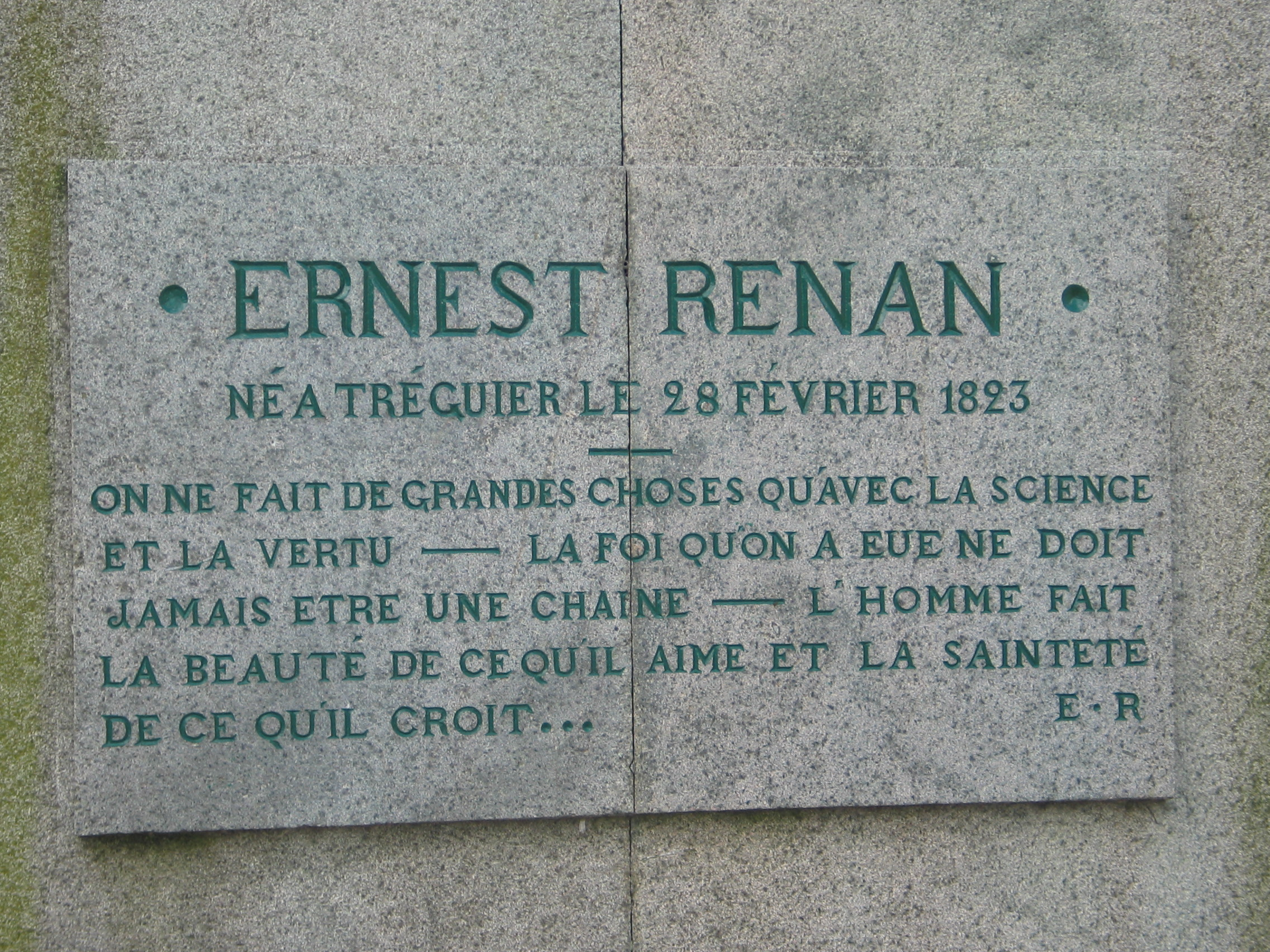
Plaque du monument consacré à Renan à Tréguier.
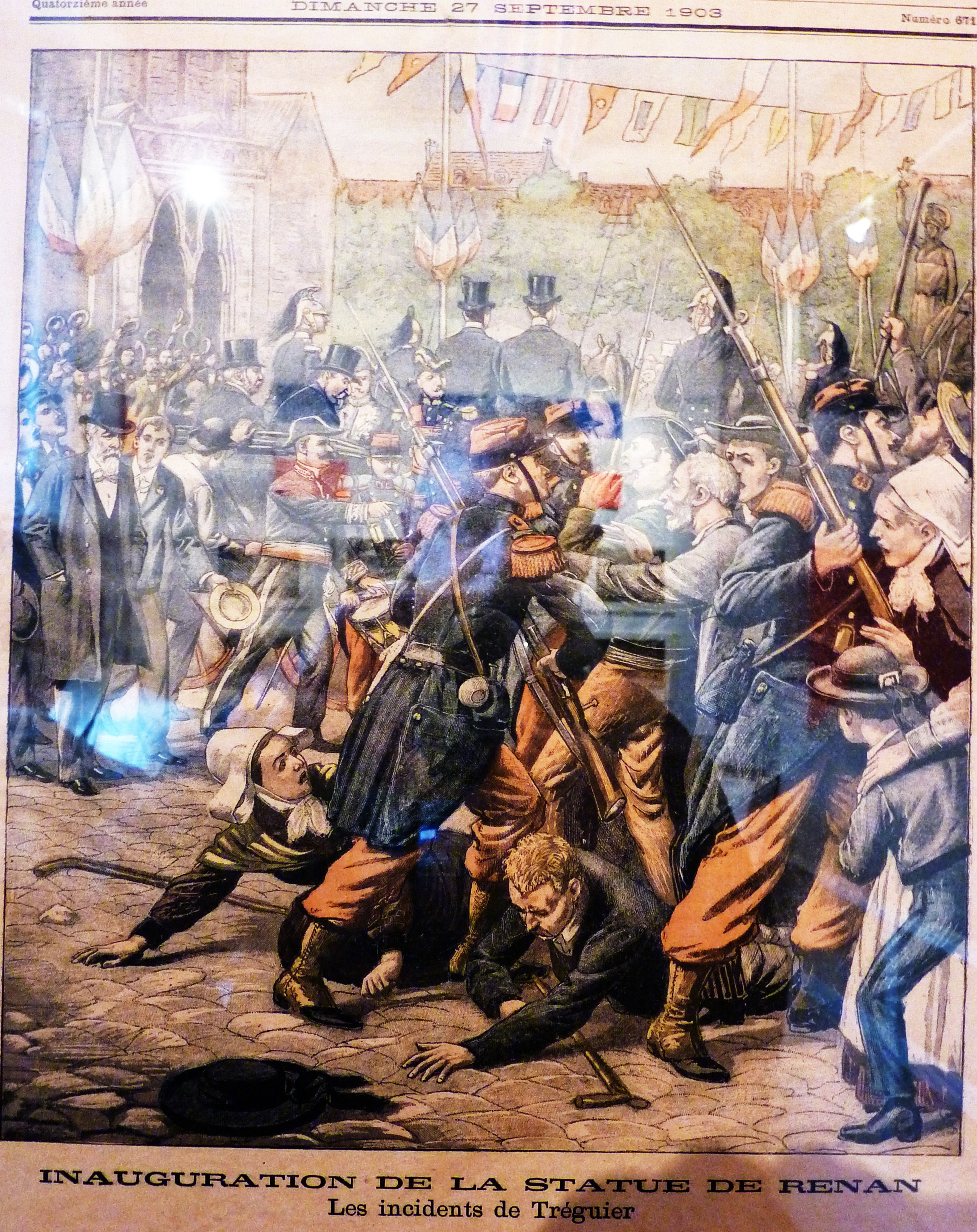
Dessin du Petit journal sur les incidents de 1903 à Tréguier.
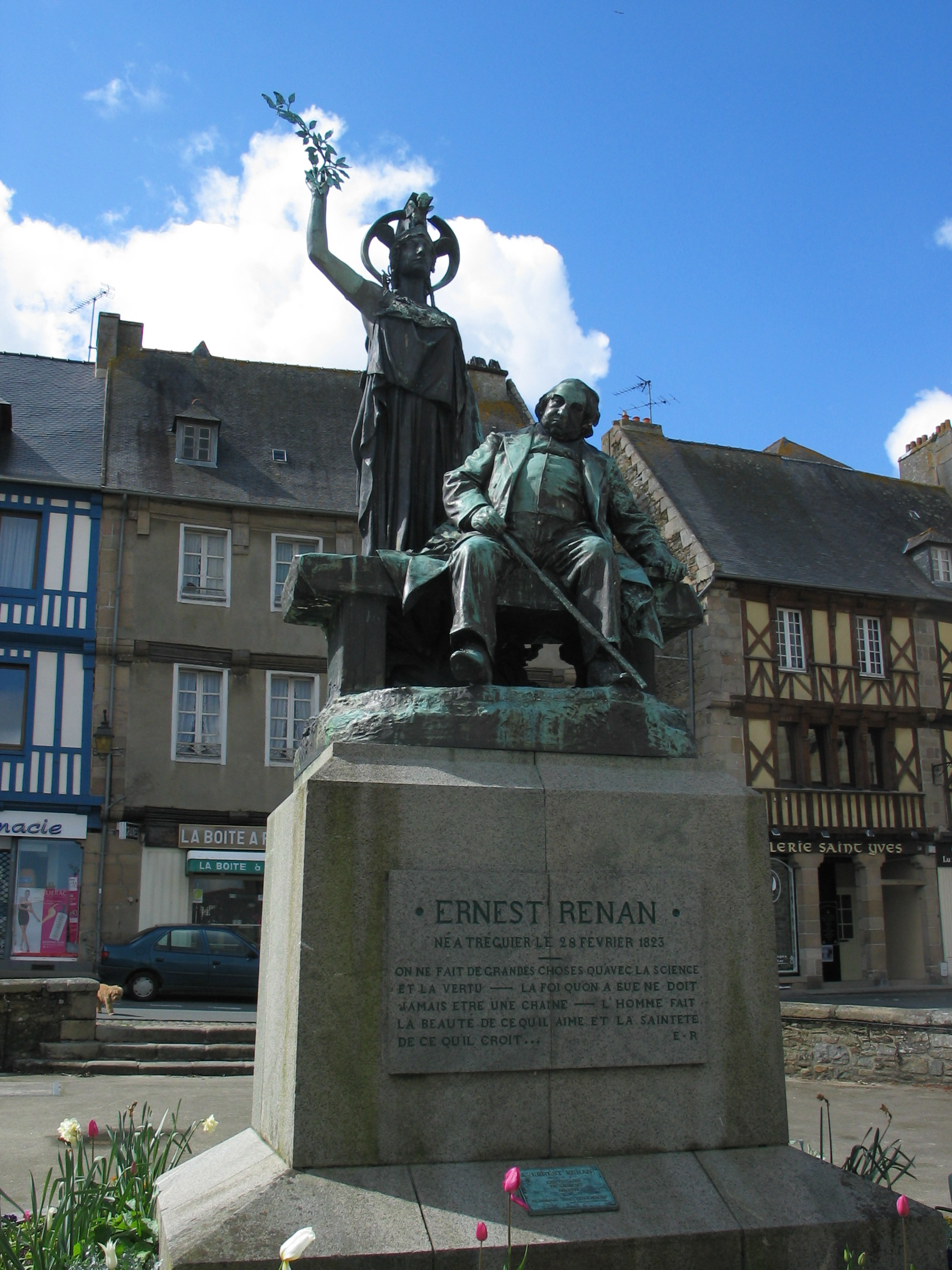
Monument élevé en 1903 sur la place principale de Tréguier en l'honneur d'Ernest Renan représenté aux côtés d'Athéna
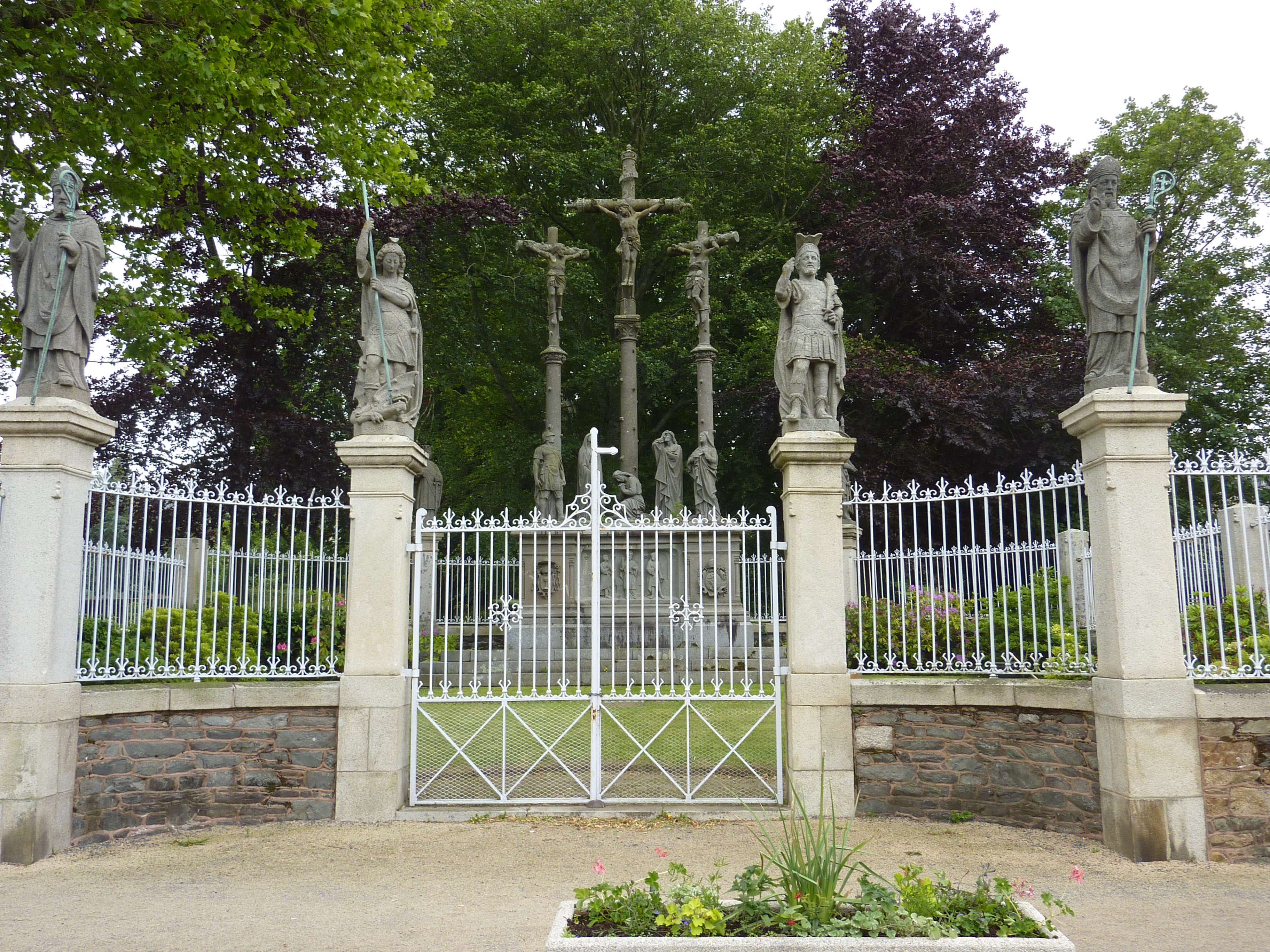
Le « calvaire de réparation » (1904) à Tréguier.

## Œuvres
- De l'origine du langage (1848).
- La Poésie des races celtiques   (Wikisource) – publié dans la Revue des Deux Mondes, 2e série, tome 5, 1854, p. 473-506.
- Histoire générale et systèmes comparés des langues sémitiques (1855).
- Études d'histoire religieuse (1857).
- Essais de morale et de critique (Paris: Lévy, 1859).
- Qu’est-ce qu’une nation ?   (Wikisource) (conférence prononcée le 11 mars 1882 à la Sorbonne). Texte disponible dans Les Classiques des sciences sociales.
  - Qu'est-ce qu'une nation ? (1882). Texte complet en ligne, Bibliothèque Rutebeuf.
- Qu’est-ce qu’une nation ?   (Wikisource)
- Prière sur l'Acropole – publié pour la première fois dans la Revue des Deux Mondes, 3e période, tome 18, 1876 (p. 481-507).
- Histoire des origines du christianisme – 7 volumes (1863-1883).
  - Vie de Jésus (1863). Texte disponible dans Les Classiques des sciences sociales, 13e édition révisée, 1867.
  - Les Apôtres (1866).
  - Saint Paul (1869).
  - Les Évangiles et la seconde génération chrétienne  (1877).
  - L’Église chrétienne (1879).
  - Marc Aurèle ou la Fin du monde antique (1882).
  - Index (1883).
- La Réforme intellectuelle et morale de la France (1871). Texte disponible dans Les Classiques des sciences sociales.
- Drames philosophiques :
  - Caliban (1878), conçu comme une suite du drame shakespearien La Tempête.
  - L’Eau de Jouvence (1881),
  - Le Prêtre de Némi (1885),
  - L’Abbesse de Jouarre (1886).
  - 1802, dialogue des morts (1886) - représenté à la Comédie française le 28 février 1886, jour anniversaire de la mort de Victor Hugo
  - Le jour de l'an 1886, prologue au ciel (1886)
- Souvenirs d’enfance et de jeunesse   (Wikisource) (1883).
- Histoire du peuple d’Israël (1887-1893), 5 volumes.
- L’Avenir de la science, pensées de 1848 (1890). Texte disponible dans Les Classiques des sciences sociales.

### Politique
- Questions contemporaines (1868).

### Littérature
- Essais de morale et de critique (1859).
- Henriette Renan, souvenir pour ceux qui l’ont connue (1862).
- Mélanges d’histoire et de voyages (1878).
- Discours et conférences (1887).
- Feuilles détachées (1892).
- Patrice (1908).
- Fragments intimes et romanesques (1914).
- Voyages : Italie, Norvège (1928). Texte disponible dans Les Classiques des sciences sociales.
- Ernest Renan et l’Allemagne. (1945). Texte disponible dans Les Classiques des sciences sociales.
- Sur Corneille, Racine et Bossuet (1928).

### Philosophie
- Averroës et l’averroïsme (1852) [lire en ligne].
- De philosophia peripatetica, apud Syros (1852).
- Dialogues et fragments philosophiques (1876). Texte disponible dans Les Classiques des sciences sociales.
- Examen de conscience philosophique (1889).

### Histoire et religion
- Étude d’histoire religieuse (1857).
- Le Livre de Job (1858).
- Le cantique des cantiques (1860).
- Histoire littéraire de la France au XIVe siècle (1865), avec la collaboration de Victor Le Clerc.
- La Réforme intellectuelle et morale de la France (1871).
- Conférences d’Angleterre (1880).
- L’Ecclésiaste (1881).
- Mémoire sur l'origine et le caractère véritable de l'histoire phénicienne qui porte le nom de Sanchoniathon (1883) sur Academia.
- Nouvelles études d’histoire religieuse (1884).
- Le bouddhisme (1884), Éditions Lume.
- Études sur la politique religieuse du règne de Philippe le Bel (1899).
- Mélanges religieux et historiques (1904).
- Essai psychologique sur Jésus-Christ (1921).

### Linguistique et archéologie
- Histoire de l'étude de la langue grecque dans l'Occident de l'Europe depuis la fin du Ve siècle jusqu'à celle du XIVe (1848), inédit, Le Cerf, 2009.
- De l’origine du langage (1848-1858).
- Histoire générale des langues sémitiques (1855).
- Mission de Phénicie (1864-1874), avec des dessins d'Édouard Lockroy, planches lithographiées par Jean-Adolphe Bocquin entre autres.

### Correspondance
- Lettres intimes (1896).
- Nouvelles lettres intimes (1923).
- Correspondance avec Berthelot (1898).
- Lettres du séminaire (1902).
- Emanuelle (1913).
- Lettres à son frère Alain (1926).
- Correspondance (1927).
- Cahiers de jeunesse (1906).
- Nouveaux cahiers de jeunesse (1907).
- Travaux de jeunesse (1931).
- Mission de Phénicie (1865-1874).
- Ernest Renan, Correspondance générale : 1836-1845, t. 1, Paris, Éditions Honoré Champion, coll. « Textes de littérature moderne et contemporaine », 1995, 683 p. (ISBN 978-2-85203-426-6).
- Ernest Renan, Correspondance générale : 1845-1849, t. 2, Paris, Éditions Honoré Champion, coll. « Textes de littérature moderne et contemporaine », 2000 (ISBN 978-2-85203-640-6).
- Ernest Renan, Correspondance générale : Octobre 1849-décembre 1855, t. 3, Paris, Éditions Honoré Champion, coll. « Textes de littérature moderne et contemporaine », 2008, 913 p. (ISBN 978-2-7453-1761-2).
- Ernest Renan, Correspondance générale : 1856-1862, t. 4, Paris, Éditions Honoré Champion, coll. « Textes de littérature moderne et contemporaine », 2014, 1055 p. (ISBN 978-2-7453-2551-8).

## Musées
- Musée Ernest-Renan à Tréguier.
- Musée de la Vie romantique, hôtel Renan-Scheffer, Paris, qui conserve, avec d'autres documents et archives, ses portraits par Henry Scheffer, peintre – René de Saint-Marceaux, sculpteur et Léopold Bernstamm, sculpteur.

#### Sur Renan et la Bretagne
- René d’Ys, Renan en Bretagne, 1904.
- Léon Dubreuil, Rosmaphamon ou la vieillesse de Renan, 1946.
- R.-M. Galand, L’Âme celtique de Renan, 1959.
- Jean Balcou, Ernest Renan l’hérésiarque, dans « Histoire littéraire et culturelle de la Bretagne », Champion-Slatkine, Paris-Genève, 1987.
- Jean Balcou, Renan et la Bretagne, Champion, 1992.

#### Sur Renan et le Proche-Orient
- Hyam Mallat, Renan au Liban (1860-1861), Beyrouth, FMA, 1er janvier 1996, 132 p. (ISBN 9782909611198).

#### Sur Renan philosophe
- Charles Schoebel, Mémoire sur le monothéisme primitif attribué par M. E. Renan à la seule race sémitique, 1860.
- Martin Deutinger, Renan und das Wunder. Ein Beitrag zur christlichen Apologetik. éd. Cotta, Munich (1864).
- Paul Bourget, Ernest Renan (essai), Quantin, 1883.
- Léon Brunschvicg, « Sur la philosophie d'Ernest Renan » dans Revue de métaphysique et de morale, 1re année, 1893, p. 87-97.
- R. Dussaud, L'Œuvre scientifique d'Ernest Renan, 1951.
- Harold W. Wardman, Renan historien philosophe, Paris, Société d'édition d'enseignement supérieur, 1979, 182 p., présentation en ligne.
- André Stanguennec, Ernest Renan. De l'idéalisme au scepticisme, Éditions Honoré Champion, 2015.
- Pierre-Yves Kirschleger, « Renan dé-moralise-t-il l’histoire des origines du christianisme ? La Vie de Jésus et sa controverse », Études françaises, vol. 53, no 3,‎ 2017, p. 61-74 (lire en ligne)
- Azélie Fayolle, Ernest Renan : savoirs de la nature et pensée de l'histoire, Paris, Honoré Champion, 2023.
- Domenico Paone, La fabrique des Sémites. Ernest Renan entre langue et religion, Paris, PUF, 2023.

#### Sur les idées politiques de Renan
- (eu) Joxe Azurmendi, Historia, arraza, nazioa. Renan eta nazionalismoaren inguruko topiko batzuk, Donostia, Elkar, 2014  (ISBN 978-84-9027-297-8).
- Édouard Richard, Ernest Renan penseur traditionaliste ?, Presses universitaires d'Aix-Marseille, 1996, 402 p.

#### Publications autres
- Catalogue d'exposition « Ernest Renan », Bibliothèque de l'Arsenal / Bibliothèque nationale, Paris, 1972.
- Catalogue d'exposition « Ernest Renan - Un Celte en Orient », 1992-1993, musée d'histoire de Saint-Brieuc et musée de Bretagne à Rennes.

### Iconographie
- Dornac, Portrait du philologue et historien des religions, Joseph Ernest Renan (1823-1892), entre 1885 et 1895, photographie, Paris, musée Carnavalet (notice en ligne).
- Bernard Bègne, Buste d'Ernest Renan, bas-relief en bronze ornant la façade du lycée Ernest-Renan de Saint-Brieuc[Buste d'Ernest Renan à Saint-Brieuc].